# Свабхава-вада
Свабхава-вада (санскр.  स्वभाववाद, IAST: svabhāvavāda, «доктрина собственной природы») — учение о естественном законе в индийской мысли, исключающее  трансцендентную духовную основу мироздания и отрицающее значимость его причинностного обоснования. Центральным понятием в свабхава-ваде является свабхава. В брахманистской литературе оно впервые упоминается в Шветашватаре-упанишаде (I.2), однако в Дигханикае (I.53–54) содержится описание более ранних взглядов адживика Маккхали Госалы, который указывал на свабхаву в качестве третьего принципа, определяющего бытие всех живых существ (наряду с необходимостью и «окружающей средой»).
Материалистические системы древней Индии использовали свабхава-ваду в качестве противовеса ишвара-ваде (теизму). Современные исследователи считают свабхава-ваду ранней версией натурализма. О влиятельности свабхава-вады свидетельствуют дидактические тексты Махабхараты, а также то внимание, которое ей уделяли буддисты.
Свабхава-вады придерживалась ранняя санкхья. Первоначально понятие «свабхава» в санкхье было близко понятию «пракрити» (которое означает в первую очередь природу), однако позднее комментаторы Санкхья-карики подвергли свабхава-ваду критике. Свабхава-вада подробно разрабатывалась в текстах классических школ буддизма –  тхеравады и  сарвастивады.
В махаяне свабхава-вада подверглась преобразованию. Шуньявада отождествила понятия  «свабхава» и «шуньята» (пустота), тем самым придя к диалектическому отрицанию реалистической  трактовки свабхавы. Нагарджуна в Муламадхьямика-карике предложил следующий силлогизм:
1. помимо вещей, наделённых собственной природой и существующих сами по себе, ничто не может существовать;
2. согласно концепции пратитья-самутпады, все вещи взаимообусловлены, а потому лишены собственной природы;
3. из этих двух посылок вытекает заключение о том, что собственная природа вещей состоит в отсутствии у них собственной природы.

Виджнянавада восстановила положительное содержание понятия «свабхава» на качественно ином уровне по сравнению с тхеравадой и сарвастивадой. Она предложила иерархию уровней реальности.
Представители школы ньяя, вступив в полемику с буддистами, реабилитировали понятие «свабхава» и широко применяли этот термин при обосновании умозаключения.